# Art of Anarchy (álbum)
Art of Anarchy es el primer  álbum de estudio de la banda de rock estadounidense Art of Anarchy, lanzado el 2 de junio de 2015. Es el único álbum de la banda en contar con el vocalista Scott Weiland, quien se distanció del proyecto poco después de su lanzamiento. Este fue el último álbum de Weiland antes de su muerte el 3 de diciembre de 2015.

## Lista de canciones
1. "Black Rain" – 0:45
2. "Small Batch Whiskey" – 4:45
3. "Time Everytime"" – 4:19
4. "Get on Down" – 4:04
5. "Grand Applause"  - 4:45
6. "Til the Dust Is Gone" - 5:14
7. "Death of It" - 4:12
8. "Superstar" - 4:11
9. "Aqualung" – 4:05
10. "Long Ago" – 3:52
11. "The Drift" – 5:08

## Personas
- Scott Weiland — voces
- Ron "Bumblefoot" Thal — guitarras, coros
- Jon Votta — guitarras, coros
- John Moyer — bajo
- Vince Votta — batería